# Bahnhof Gmunden
Der Bahnhof Gmunden ist der größte Bahnhof der oberösterreichischen Kleinstadt Gmunden. Er ist eine wichtige Station der Salzkammergutbahn und Ausgangspunkt der Straßenbahn Gmunden sowie mehrerer städtischer und regionaler Buslinien. Weitere Bahnhöfe in Gmunden sind der Bahnhof Gmunden Engelhof und der Gmundner Seebahnhof. Zwischen 1944 und dem 23. März 1946 wurde der Bahnhof offiziell als Gmunden Hauptbahnhof bezeichnet. Bei der Bevölkerung ist diese Bezeichnung teilweise bis heute üblich.

## Geschichte

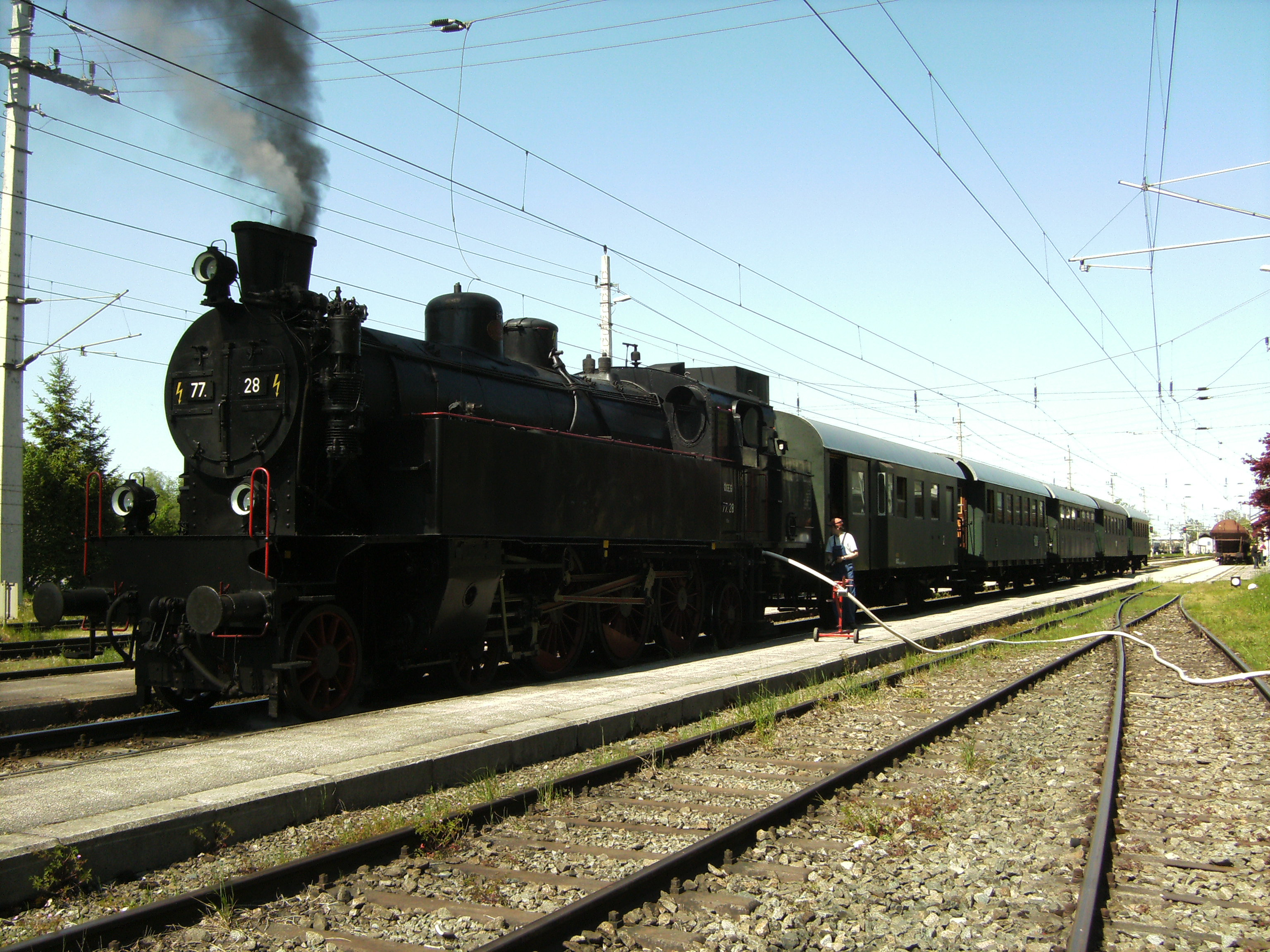
Halt eines Sonderzugs im Bahnhof Gmunden anlässlich der Oberösterreichischen Landesausstellung 2008

Durch den Bau der Salzkammergutbahn erhielt die Stadt Gmunden einen weiteren Bahnhof. Zur Ermittlung des idealen Standorts wurde 1875 eine eigene Expertenkommission eingesetzt, die gewährleisten sollte, dass die Bahnstrecke nicht zu nah an die Stadt heranführte, aber auch nicht zu weit entfernt war. Der gewählte Standort war schlussendlich aber zu weit vom Stadtzentrum entfernt. Das Resultat waren immerwährende Beschwerden von der Gmundner Bürgerschaft und den Touristen in den Folgejahren. Am 23. Oktober 1877 erfolgte die Eröffnung des neuen Bahnhofs. Mit Inbetriebnahme der Salzkammergutbahn verlor die Lokalbahn Lambach–Gmunden ihre Bedeutung für den Salztransport. Um die Distanz zum Stadtzentrum zu überwinden, wurde im Jahre 1894 eine eigene Lokalbahn, die heutige Gmundner Straßenbahn, errichtet. Zu diesem Zeitpunkt hieß der Bahnhof noch Rudolfsbahnhof, die Umbenennung in Bahnhof Gmunden erfolgte erst später. Die Gleisanlagen und Gebäude lagen damals auf dem Gebiet der Gemeinde Altmünster, erst in späteren Jahren wurde dieses Areal der Stadt Gmunden zugesprochen.
Im Zuge der Elektrifizierung der Salzkammergutbahn wurde im Jahre 1924 der elektrische Betrieb im Bahnhof Gmunden aufgenommen. Im Jahre 1988 wurde der Personenverkehr auf der Strecke Lambach–Gmunden eingestellt, weshalb seither nur mehr der Bahnhof Gmunden von ÖBB-Personenzügen bedient wird. Während der Oberösterreichischen Landesausstellung 2008 war der Bahnhof einer der fixen Haltepunkte für die mit Dampflokomotiven bespannten Sonderzüge.

## Bahnhof und Betrieb
Der Bahnhof besitzt einen 160 Meter langen Mittelbahnsteig mit gleisgleichem Übergang, sowie einen weiteren Mittelbahnsteig, an welchem die Straßenbahn hält. Neben den Hauptgleisen, die regelmäßig für Zugkreuzungen genutzt werden, verfügt der Bahnhof noch über mehrere Nebengleise. In unmittelbarer Nähe zu den Gleisanlagen befindet sich das Gmundner Zementwerk, das über einen Gleisanschluss und eine eigene Werksbahn verfügt. Daher sind die Abstellgleise stets überwiegend mit Steinzügen belegt, die vom Steinbruch Ebensee zum Zementwerk transportiert werden. Trotz dem eher geringen Umfang der Gleisanlagen gab es zwei Stellwerke für die Bedienung der Weichen und Schrankenanlagen; seit 2015 ist der Bahnhof (gemeinsam mit dem Nachbarbahnhof Aurachkirchen) ferngesteuert und unbesetzt. Neben den CityShuttle-Wendezügen werden seit 2008 auch elektrische Triebwagen der Baureihen 4024, 4744 und 4746 im Personenzugdienst eingesetzt. Für die im Bahnhofsbereich anfallenden Verschubarbeiten kommt stets eine Lokomotive der Reihe 1063 oder 1163 zum Einsatz.

## Zughalte
Am Bahnhof Gmunden halten alle Züge, die an der Salzkammergutbahn verkehren:
| Linie                                                      | Strecke | Takt (min)            | Anmerkung                                                       |
| ---------------------------------------------------------- | --- | --------------------- | --------------------------------------------------------------- |
| Österreichische Bundesbahnen · Regional-Express#Österreich | (Linz Hbf. – Marchtrenk – Wels Hbf. – Gunskirchen – Lambach – Lambach Markt – Schwanenstadt –) Attnang-Puchheim – Wankham – Pinsdorf – Gmunden – Altmünster/Traunsee – Traunkirchen – Ebensee Landungsplatz – Ebensee – Bad Ischl – Bad Goisern – Steeg-Gosau – Hallstatt – Obertraun Dachsteinhöhlen – Bad Aussee – Kainisch – Bad Mitterndorf-Heilbrunn – Bad Mitterndorf – Tauplitz – Pürgg – Stainach-Irdning                                            | '120                  | bildet zusammen mit Regionalzügen einen annähernden Stundentakt |
| R                                                          | (Linz Hbf. – Marchtrenk – Wels Hbf. – Gunskirchen – Lambach – Lambach Markt – Schwanenstadt –) Attnang-Puchheim – Wankham – Aurachkirchen – Pinsdorf – Gmunden – Altmünster/Traunsee – Traunkirchen – Traunkirchen Ort – Ebensee Landungsplatz – Ebensee – Steinkogel – Lahnstein/Traun – Langwies/Traun – Mitterweißenbach – Bad Ischl – Lauffen – Bad Goisern Jodschwefelbad – Bad Goisern – Steeg-Gosau – Obersee – Hallstatt – Obertraun Dachsteinhöhlen | '120                  | bildet zusammen mit REX-Zügen einen annähernden Stundentakt     |
| D Salzkammergut                                            | Wien Westbahnhof – Wien Hütteldorf – St. Pölten Hbf – Linz Hbf. – Attnang-Puchheim – Gmunden – Altmünster – Ebensee Landungsplatz – Bad Ischl – Bad Goisern – Steeg-Gosau – Hallstatt – Obertraun Dachsteinhöhlen – Bad Aussee – Kainisch – Bad Mitterndorf-Heilbrunn – Bad Mitterndorf – Tauplitz – Stainach-Irdning | ein Zugpaar (täglich) |                                                                 |

## Anschlussmöglichkeiten

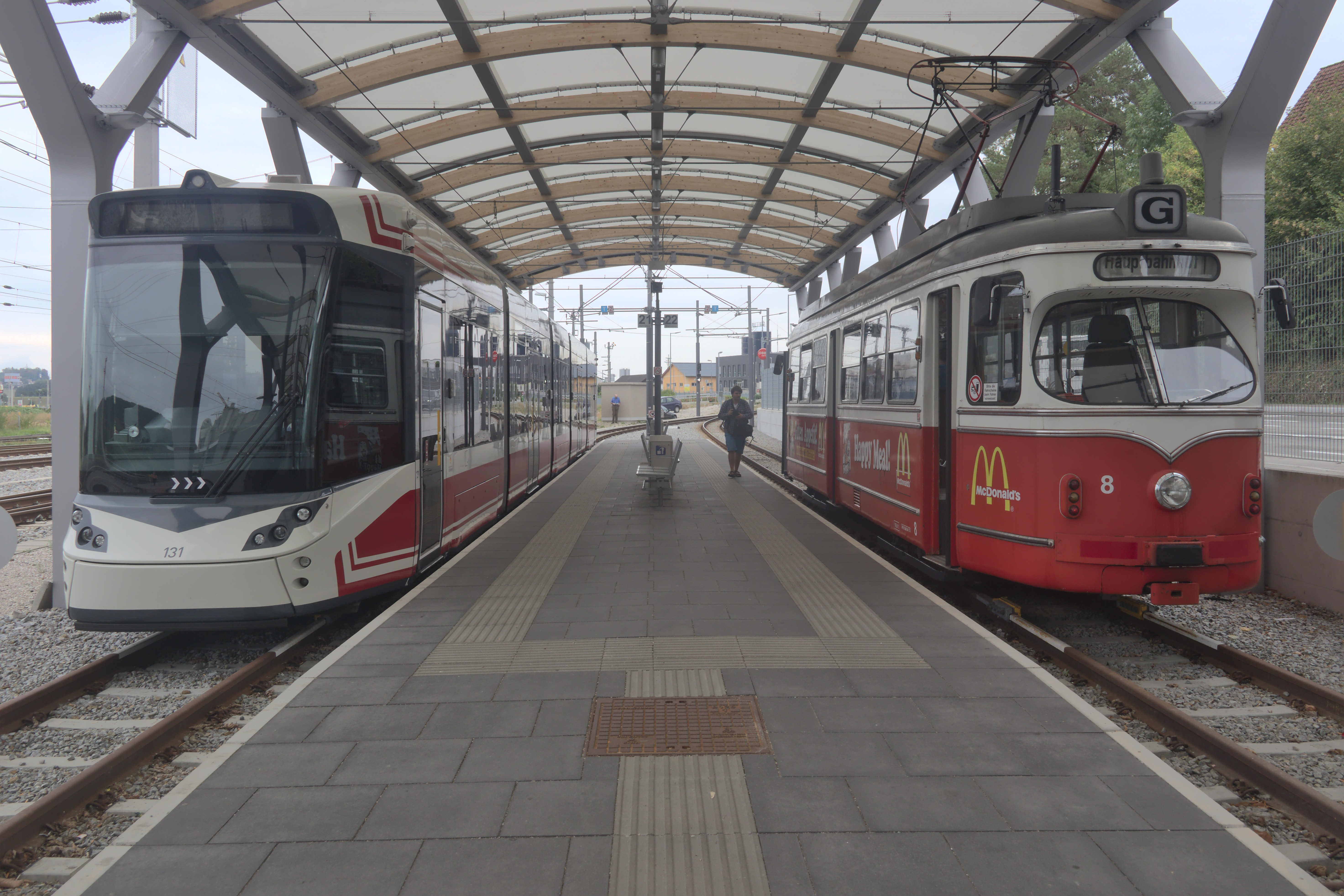
Tramlink auf dem Stumpfgleis 21 neben Triebwagen GM 8 der Straßenbahn auf dem Stumpfgleis 22

Die Straßenbahn Gmunden stellt den Anschluss zum Stadtzentrum sicher, ihre zweigleisige Abfahrtsstelle mit Mittelbahnsteig befindet sich seit 2015 direkt in der Bahnhofshalle. Sie ist am anderen Streckenende seit 2018 mit der Traunseebahn nach Vorchdorf verknüpft.
Zudem halten mehreren Postbus-Linien in unmittelbarer Nähe zum Bahnhof.
- 505 Bad Ischl – Gmunden – Lambach
- 517 Gmunden – Pinsdorf – Neukirchen
- 520/521 Gmunden – Ohlsdorf – Schwanenstadt
- 522/523 Gmunden – Altmünster – Großalm
- 531 Gmunden – Pinsdorf – Vöcklabruck
- 533/535 Gmunden – Scharnstein – Grünau

## Bahnhofsumbau

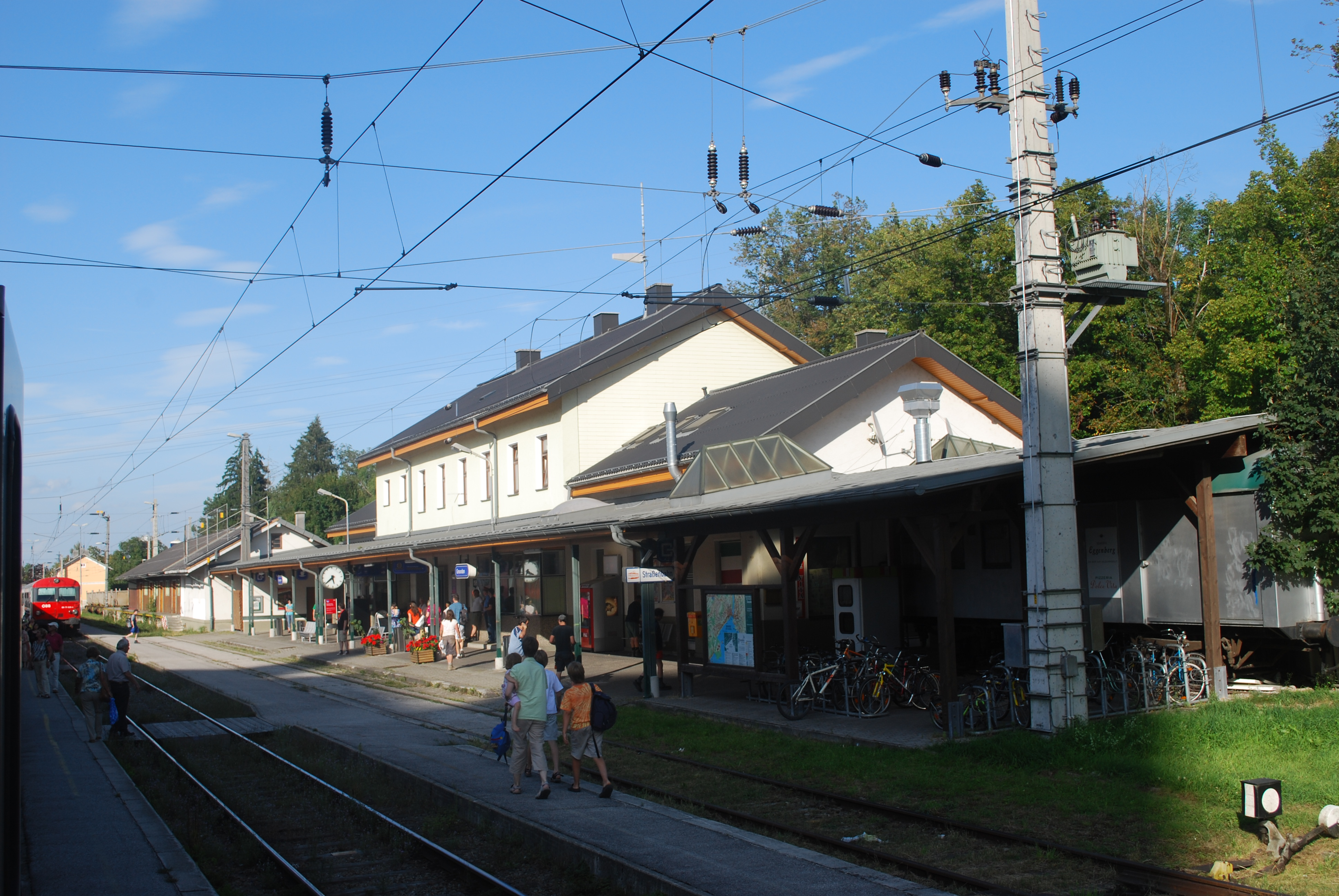
Gleisseite des alten Bahnhofes (2009)
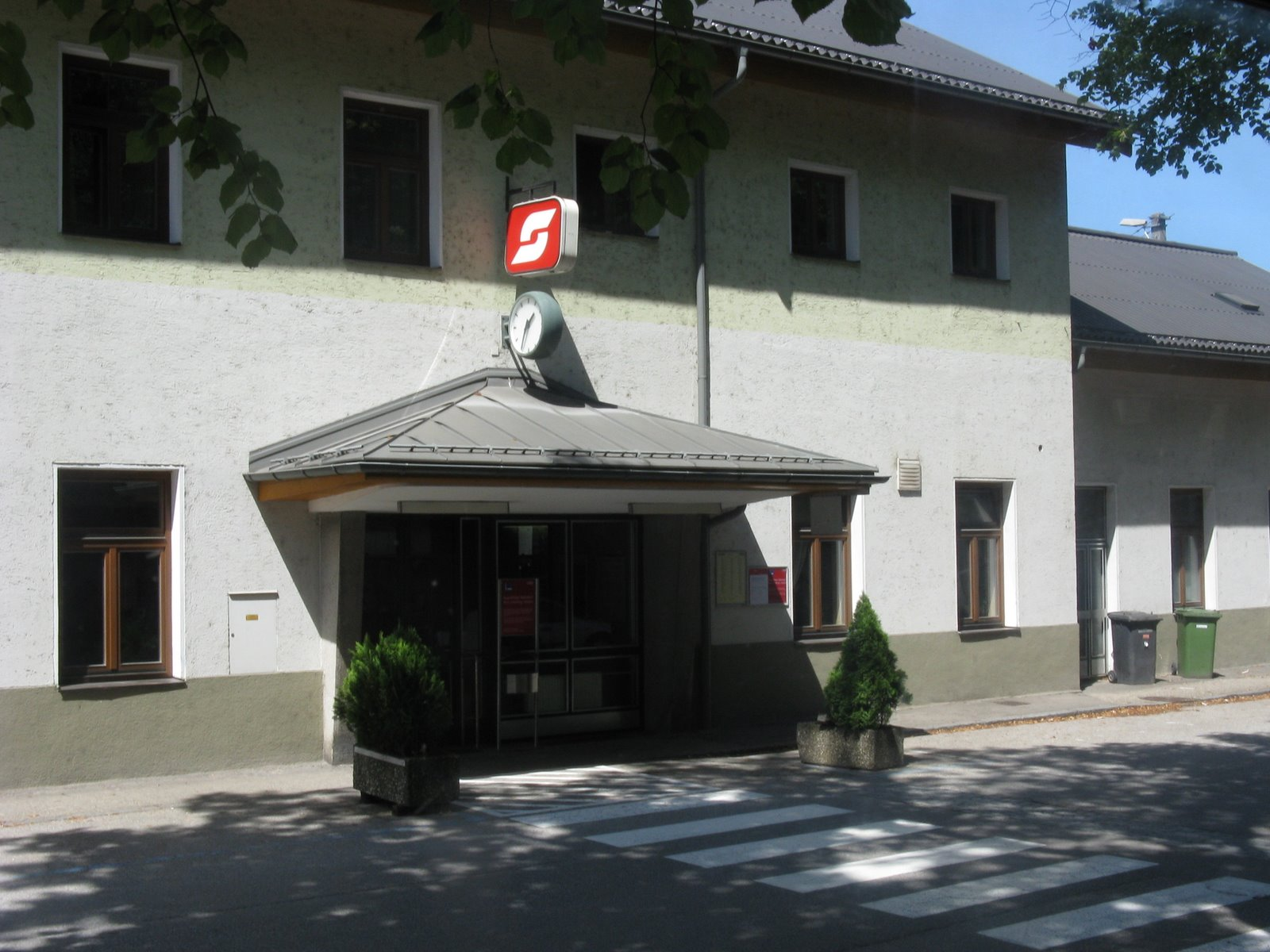
Straßenseite des alten Bahnhofes (2008)

2014 wurde der Bahnhof Gmunden für 30 Millionen Euro im Rahmen des Infrastruktur-Konjunkturprogrammes umgebaut. Dabei wurden sämtliche Bestandsgebäude und die schmalen Erdbahnsteige abgetragen; eine Zuglänge weiter in Fahrtrichtung Attnang-Puchheim wurde ein neues eingeschoßiges Stationsgebäude und ein Mittelbahnsteig mit 160 Meter Länge, wovon 60 Meter überdacht sind, errichtet. Für die Straßenbahn Gmunden wurde neben dem Aufnahmsgebäude ein weiterer Mittelbahnsteig errichtet, so dass ein direktes und barrierefreies Umsteigen möglich ist. Weiters wurde der alte Bahnhofsvorplatz umgestaltet, die Park&Ride-Anlage ausgebaut und eine überdachte Bike&Ride-Anlage errichtet. Die Bauarbeiten wurden bis 2016 umgesetzt. Seither ist der operative Betrieb des Bahnhofs Gmunden in die Betriebsführungszentrale Salzburg eingebunden. Es existiert aber weiterhin ein Ticketschalter vor Ort.